# Bois-lès-Pargny
Pour les articles homonymes, voir Bois (communes) et Pargny (homonymie).
Bois-lès-Pargny est une commune française située dans le département de l'Aisne en région Hauts-de-France.

## Géographie

### Hydrographie
La commune est située dans le bassin Seine-Normandie. Elle n'est drainée par aucun cours d'eau,.

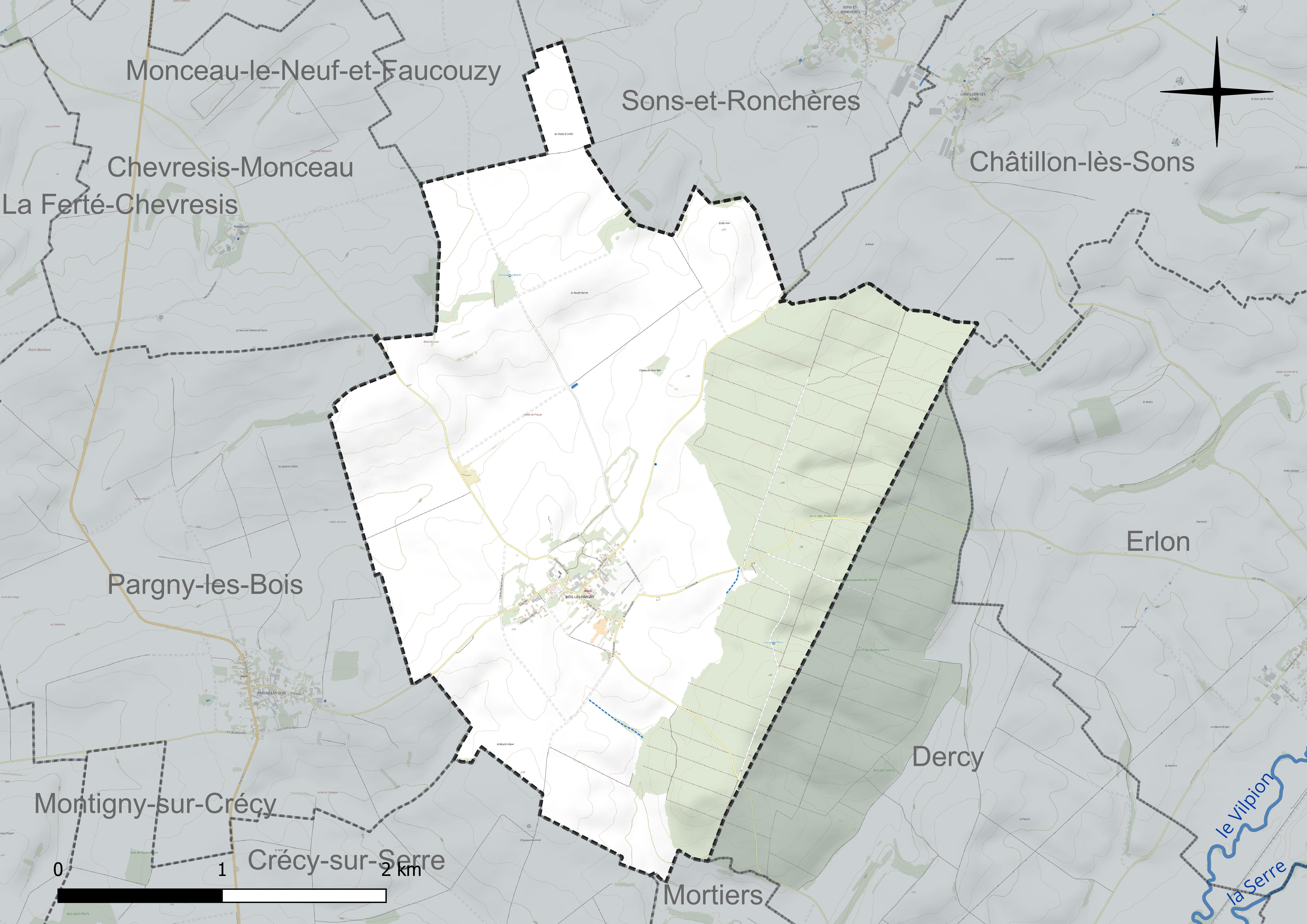
Réseau hydrographique de Bois-lès-Pargny.

### Climat
Pour des articles plus généraux, voir Climat des Hauts-de-France et Climat de l'Aisne.
En 2010, le climat de la commune est de type climat océanique dégradé des plaines du Centre et du Nord, selon une étude du CNRS s'appuyant sur une série de données couvrant la période 1971-2000. En 2020, Météo-France publie une typologie des climats de la France métropolitaine dans laquelle la commune est exposée à un climat océanique altéré et est dans la région climatique Nord-est du bassin Parisien, caractérisée par un ensoleillement médiocre, une pluviométrie moyenne régulièrement répartie au cours de l'année et un hiver froid (3 °C).
Pour la période 1971-2000, la température annuelle moyenne est de 10,1 °C, avec  une amplitude thermique annuelle de 15,2 °C. Le cumul annuel moyen de précipitations est de 759 mm, avec 12 jours de précipitations en janvier et 9,1 jours en juillet. Pour la période 1991-2020 la température moyenne annuelle observée sur la station météorologique la plus proche, située sur la commune d'Aulnois-sous-Laon à 14 km à vol d'oiseau, est de 11,0 °C et le cumul annuel moyen de précipitations est de 685,6 mm,. Pour l'avenir, les paramètres climatiques de la commune estimés pour 2050 selon différents scénarios d'émission de gaz à effet de serre sont consultables sur un site dédié publié par Météo-France en novembre 2022.

## Urbanisme

### Typologie
Au 1er janvier 2024, Bois-lès-Pargny est catégorisée commune rurale à habitat dispersé, selon la nouvelle grille communale de densité à 7 niveaux définie par l'Insee en 2022.
Elle est située hors unité urbaine. Par ailleurs la commune fait partie de l'aire d'attraction de Laon, dont elle est une commune de la couronne,. Cette aire, qui regroupe 106 communes, est catégorisée dans les aires de 50 000 à moins de 200 000 habitants,.

### Occupation des sols
L'occupation des sols de la commune, telle qu'elle ressort de la base de données européenne d'occupation biophysique des sols Corine Land Cover (CLC), est marquée par l'importance des territoires agricoles (69,4 % en 2018), une proportion identique à celle de 1990 (69,4 %). La répartition détaillée en 2018 est la suivante : 
terres arables (66,3 %), forêts (28,2 %), zones agricoles hétérogènes (3,1 %), zones urbanisées (2,4 %).
L'évolution de l'occupation des sols de la commune et de ses infrastructures peut être observée sur les différentes représentations cartographiques du territoire : la carte de Cassini (XVIIIe siècle), la carte d'état-major (1820-1866) et les cartes ou photos aériennes de l'IGN pour la période actuelle (1950 à aujourd'hui).

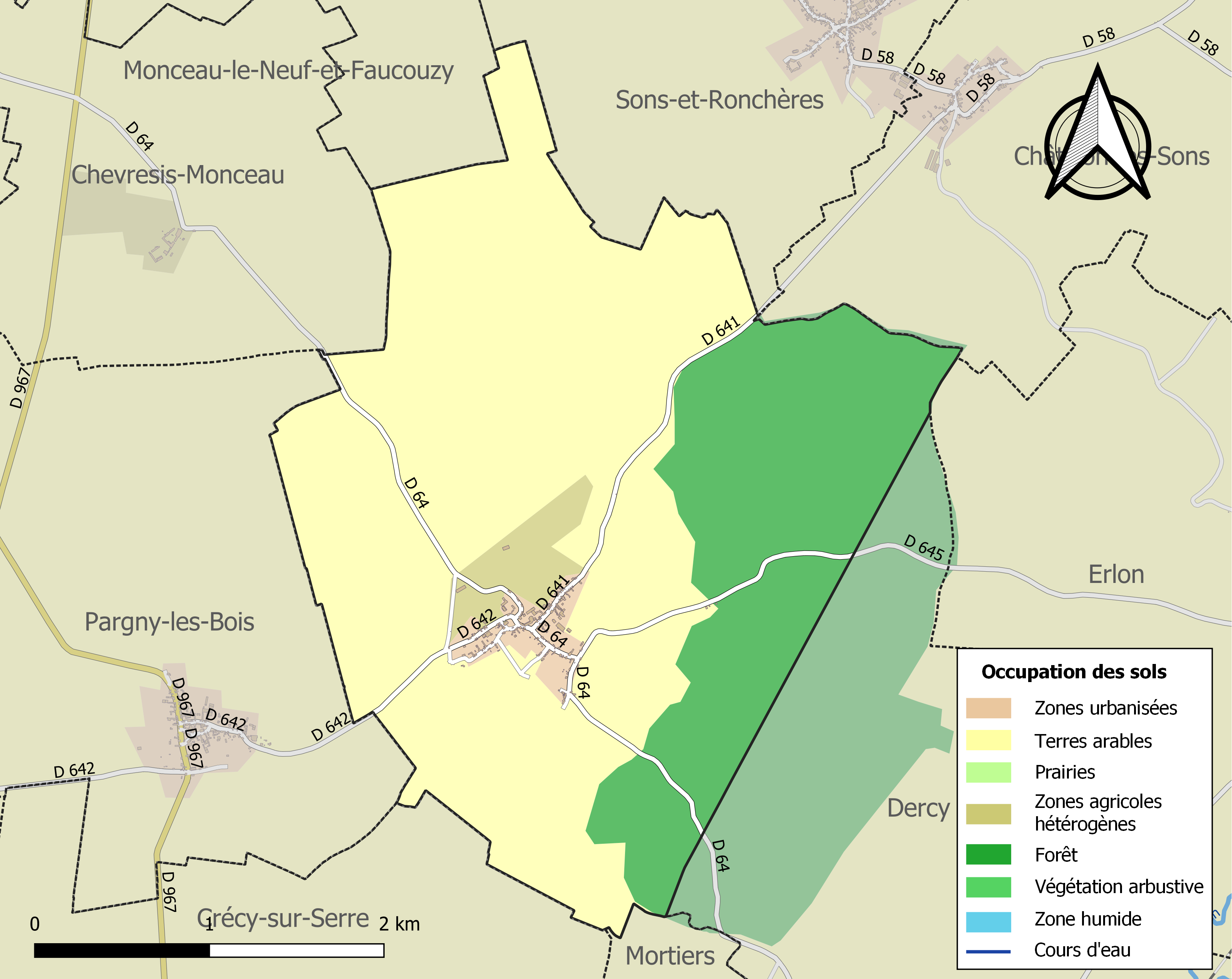
Carte des infrastructures et de l'occupation des sols de la commune en 2018 (CLC).

## Toponymie

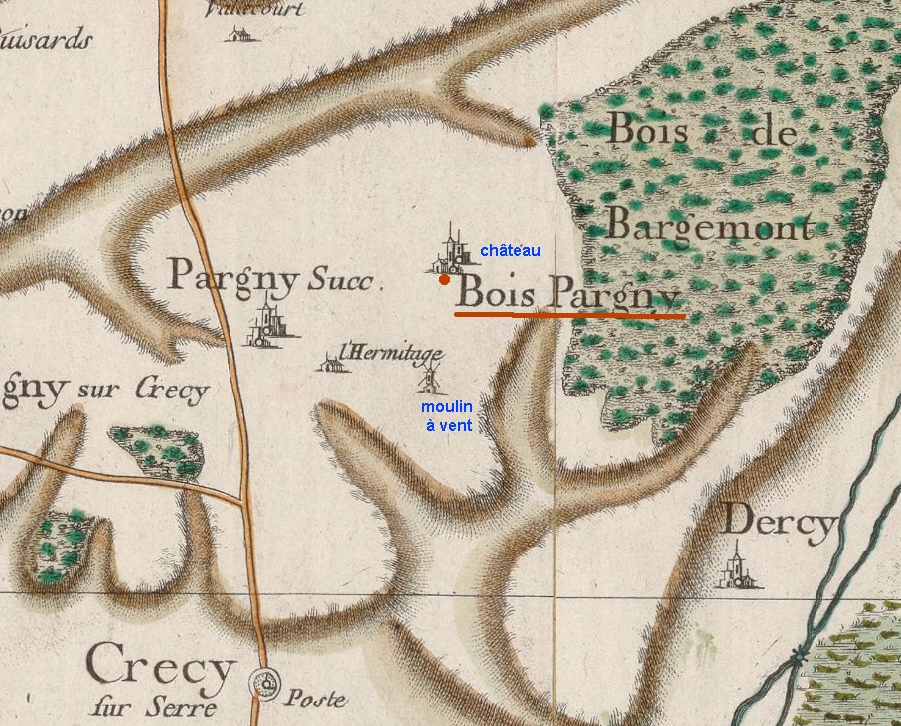
Carte de Cassini du secteur (vers 1750).

Le village est cité pour la première fois sous l'appellation latine de Buxus (1065) ; Buscum (1136) ; Bois (1236) ; Boscus (1272) ; Boscus-juxta-Parigniacum (1289) ; Boys (1338) ; Bois-dessus-Crécy (1341) ; Boix (1405) ; Boiz (1411) ; Boys-emprès-Pargny (1425) ; Boix-lez-Pargny (1431) ; Boys-les-Pargny (1521) ; Paroisse de Saint-Remy-à-Bois (1669) ; Boy (1694).

Du latin buxus « buis » qui a subi l'attraction du français bois « forêt ».
La préposition « lès » permet de signifier la proximité d'un lieu géographique par rapport à un autre lieu. En règle générale, il s'agit d'une localité qui tient à se situer par rapport à une ville voisine plus grande. La commune de Bois indique qu'elle se situe près de Pargny-les-Bois.

## Histoire

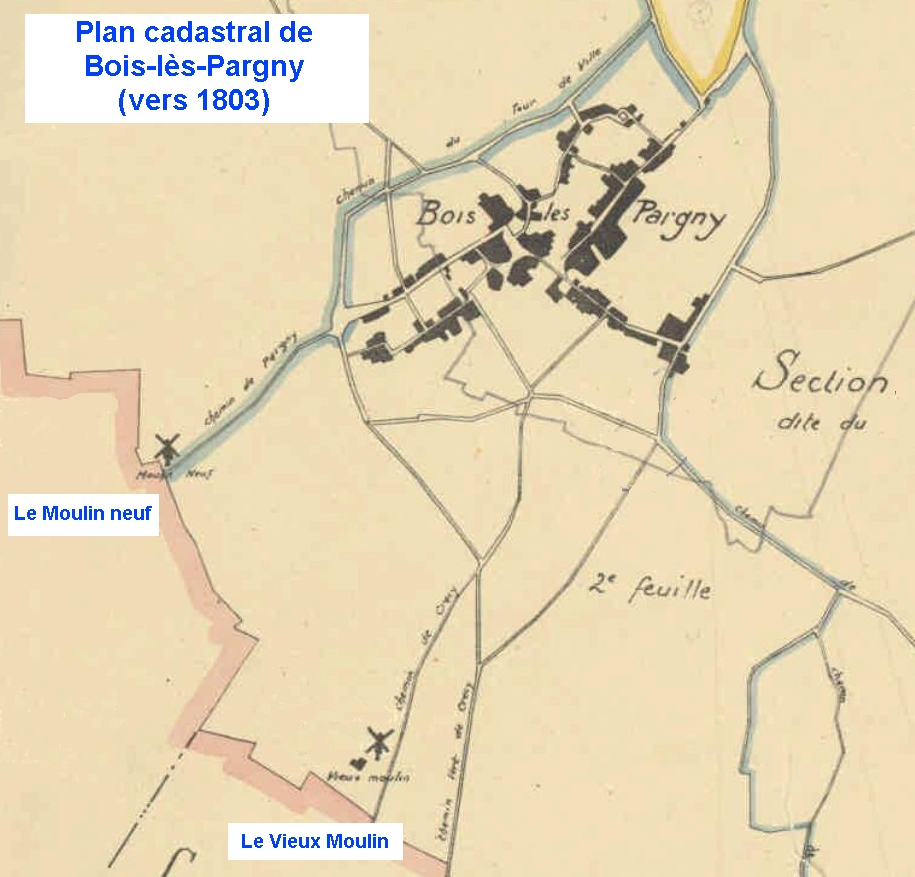
Plan cadastral de 1830 indiquant la présence de deux moulins à vent au sud de la commune.

La carte de Cassini montre qu'au XVIIIe siècle, Bois-lès-Pargny est une paroisse.

Le château est représenté au nord-est du village.

Au sud, un moulin à vent en bois est dessiné. Le plan cadastral de 1830 montre qu'au début du XIXe siècle, deux moulins à vent étaient en activité sur le terroir de la commune:
- le Vieux Moulin sur le chemin de Crécy
- le Moulin Neuf sur le chemin de Pargny

La seigneurie appartenait à l'abbaye Saint-Jean de Laon.

A l'est, le Bois de Bergemont (appelé aujourd'hui Bois de Berjaumont), partagé avec la commune de Dercy, est probablement à l'origine de l'appellation du village.

Le village est fondé au XIIe siècle lors des grands défrichages, à l'orée d'une forêt. Une grande partie de son sol argileux demeura boisé afin que le seigneur puisse y chasser. Ce village a été touché par une épidémie de choléra en 1832 (d'où le cimetière du choléra) : 81 habitants en moururent.[réf. nécessaire]

## Politique et administration

### Découpage territorial

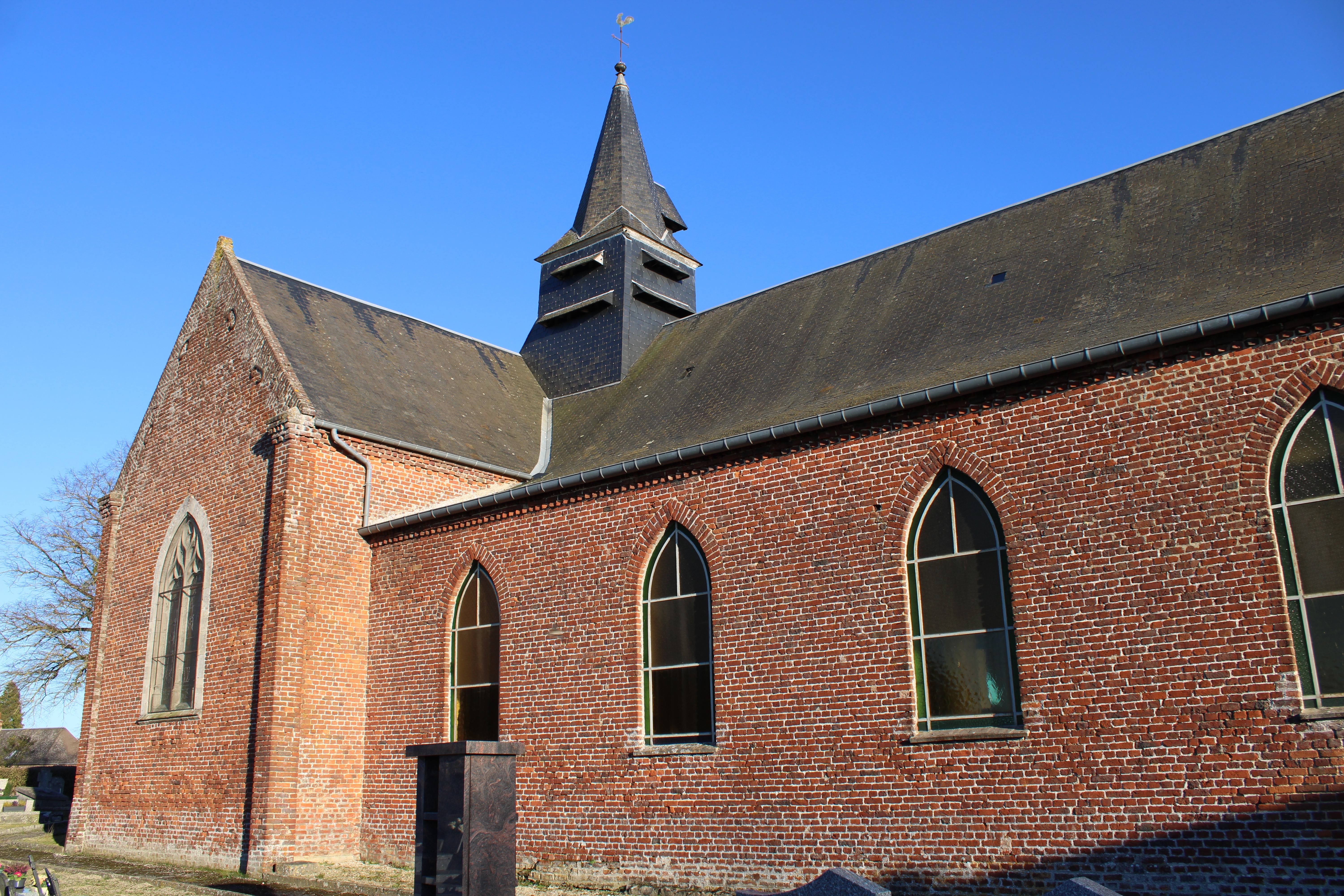
Vue de l'église.

La commune de Bois-lès-Pargny est membre de la communauté de communes du Pays de la Serre, un établissement public de coopération intercommunale (EPCI) à fiscalité propre créé le 17 décembre 1992 dont le siège est à Crécy-sur-Serre. Ce dernier est par ailleurs membre d'autres groupements intercommunaux.
Sur le plan administratif, elle est rattachée à l'arrondissement de Laon, au département de l'Aisne et à la région Hauts-de-France. Sur le plan électoral, elle dépend du  canton de Marle pour l'élection des conseillers départementaux, depuis le redécoupage cantonal de 2014 entré en vigueur en 2015, et de la première circonscription de l'Aisne  pour les élections législatives, depuis le dernier découpage électoral de 2010.

### Administration municipale

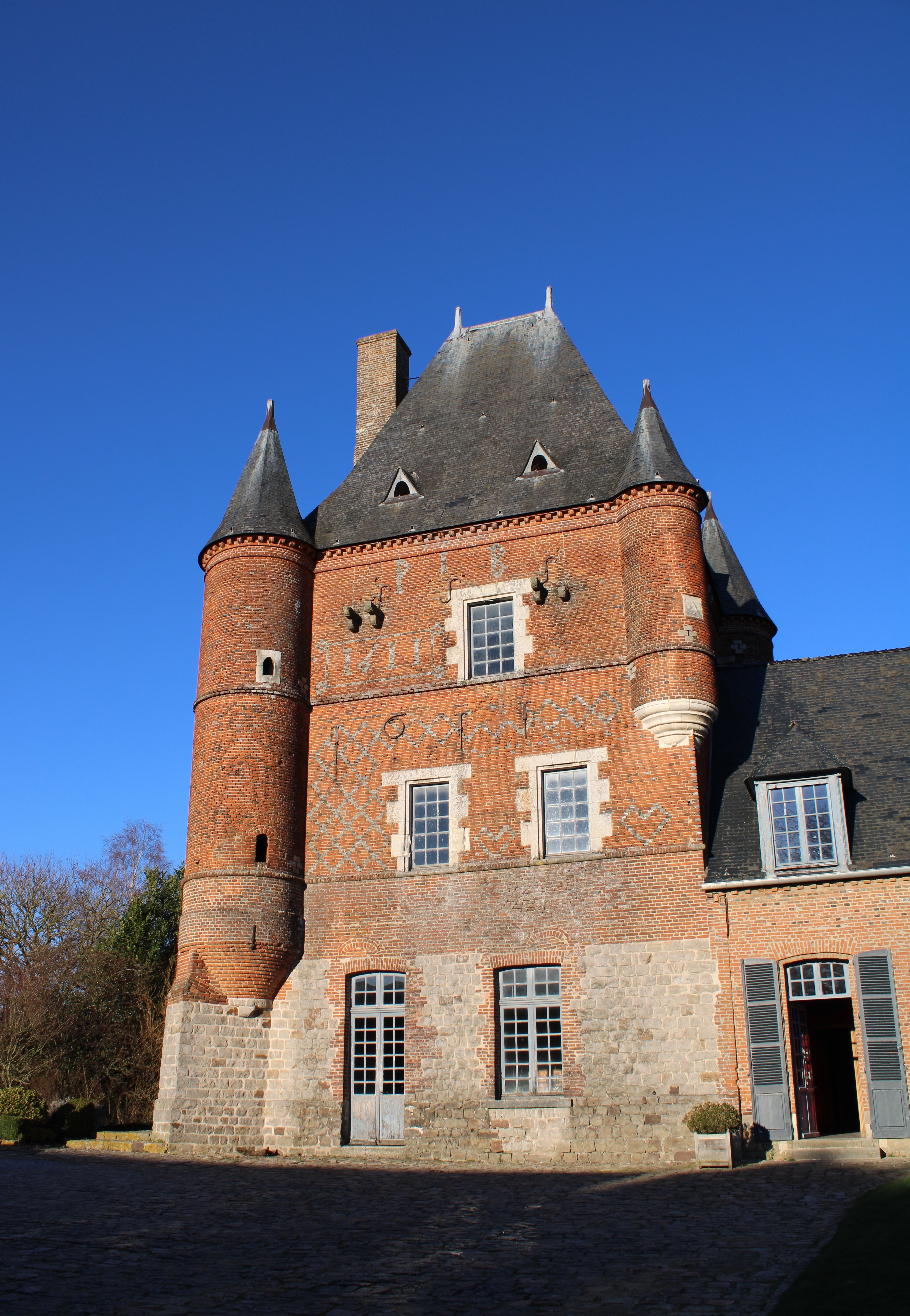
Le donjon du château daté de 1611, classé MH en 1927.

| Période                                  | Période                   | Identité            | Étiquette | Qualité           |
| ---------------------------------------- | ------------------------- | ------------------- | --------- | ----------------- |
| Les données manquantes sont à compléter. |                           |                     |           |                   |
| avant 1988                               |                           | Jean Delourme       |           |                   |
| Les données manquantes sont à compléter. |                           |                     |           |                   |
| mars 2001                                | mai 2020                  | Jean-Pierre Courtin | DVG       | Retraité agricole |
| mai 2020                                 | En cours (au 3 juin 2020) | Aldric Laye         |           |                   |

## Démographie
L'évolution du nombre d'habitants est connue à travers les recensements de la population effectués dans la commune depuis 1793. Pour les communes de moins de 10 000 habitants, une enquête de recensement portant sur toute la population est réalisée tous les cinq ans, les populations de référence des années intermédiaires étant quant à elles estimées par interpolation ou extrapolation. Pour la commune, le premier recensement exhaustif entrant dans le cadre du nouveau dispositif a été réalisé en 2006.

En 2022, la commune comptait 188 habitants, en évolution de −7,39 % par rapport à 2016 (Aisne : −1,97 %, France hors Mayotte : +2,11 %).
| 1793 | 1800 | 1806 | 1821 | 1831 | 1836 | 1841 | 1846 | 1851 |
| ---- | ---- | ---- | ---- | ---- | ---- | ---- | ---- | ---- |
| 820  | 898  | 942  | 883  | 875  | 791  | 705  | 728  | 764  |

| 1856 | 1861 | 1866 | 1872 | 1876 | 1881 | 1886 | 1891 | 1896 |
| ---- | ---- | ---- | ---- | ---- | ---- | ---- | ---- | ---- |
| 745  | 664  | 679  | 606  | 601  | 555  | 517  | 478  | 454  |

| 1901 | 1906 | 1911 | 1921 | 1926 | 1931 | 1936 | 1946 | 1954 |
| ---- | ---- | ---- | ---- | ---- | ---- | ---- | ---- | ---- |
| 426  | 365  | 353  | 283  | 324  | 329  | 332  | 312  | 277  |

| 1962 | 1968 | 1975 | 1982 | 1990 | 1999 | 2006 | 2011 | 2016 |
| ---- | ---- | ---- | ---- | ---- | ---- | ---- | ---- | ---- |
| 266  | 256  | 222  | 219  | 194  | 172  | 163  | 188  | 203  |

| 2021 | 2022 | - | - | - | - | - | - | - |
| ---- | ---- | - | - | - | - | - | - | - |
| 191  | 188  | - | - | - | - | - | - | - |

## Culture locale et patrimoine

### Lieux et monuments
- Le donjon de Bois-lès-Pargny est classé depuis 1927. Construit en 1611, il se caractérise par une tour carrée de briques roses avec, à chaque angle, une tourelle en encorbellement.
- Verziau de Gargantua ou Haute-Borne, menhir situé dans la commune et classé depuis 1889.

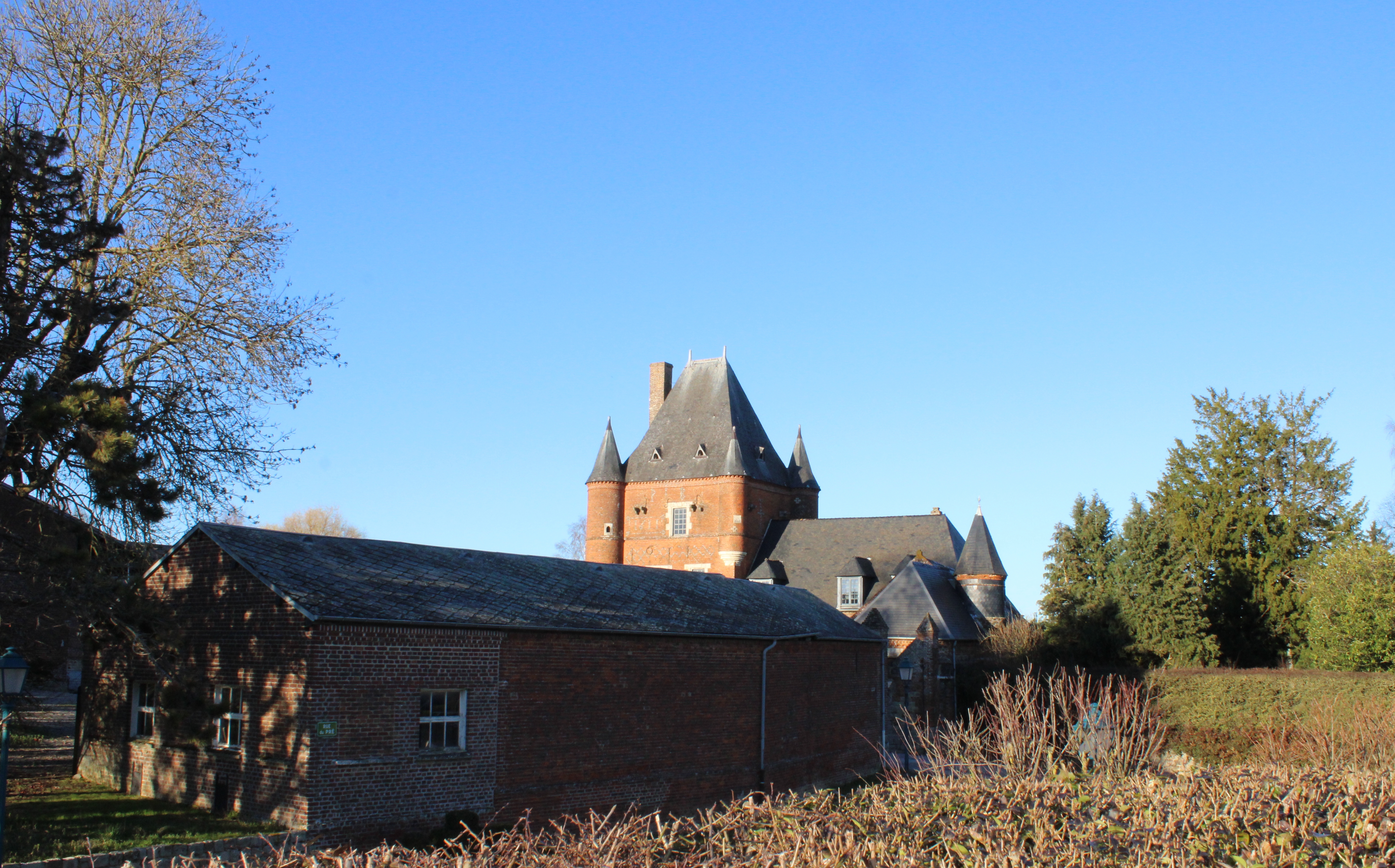
Vue du château depuis l'église.
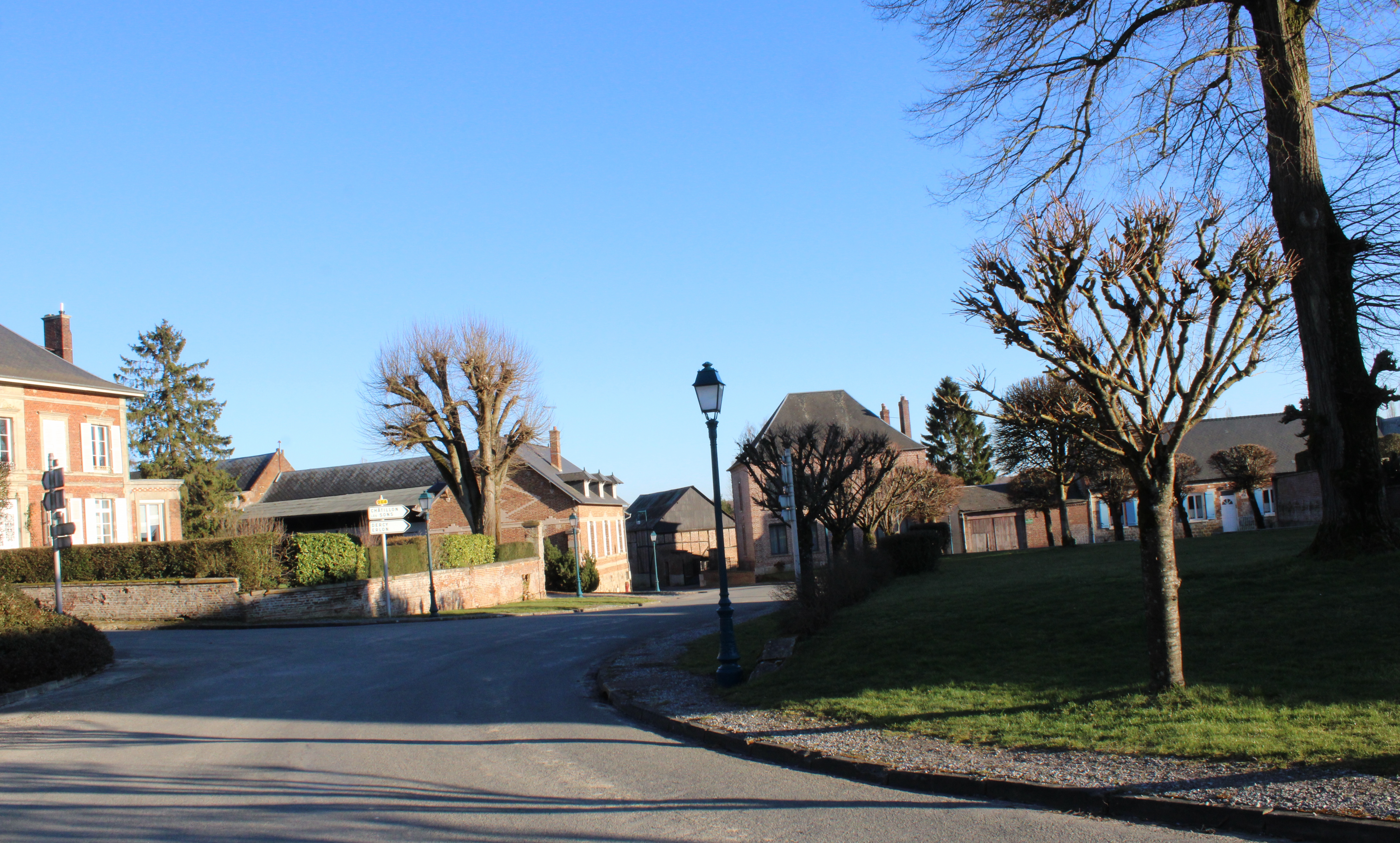
La place.
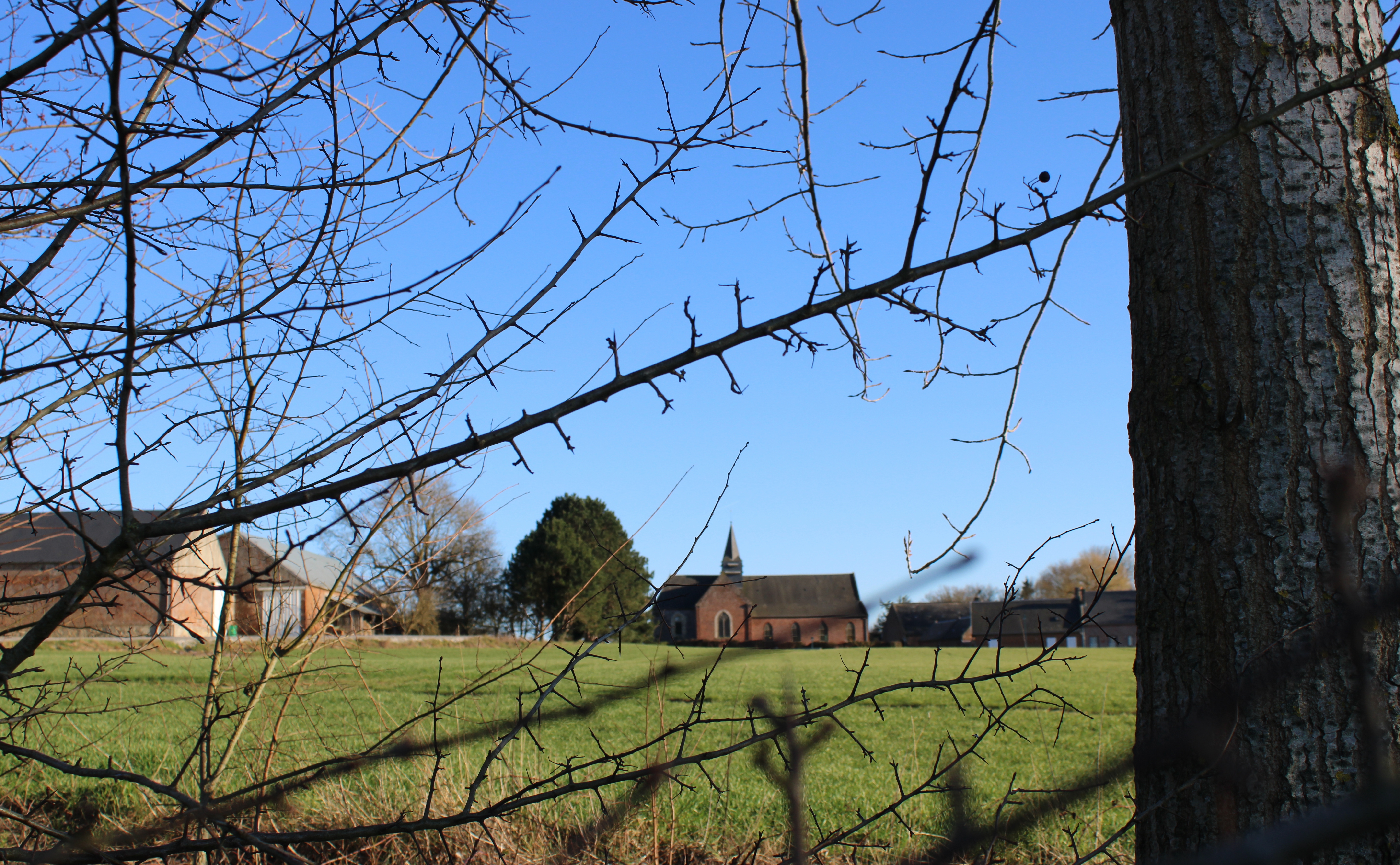
Vue de l'église.
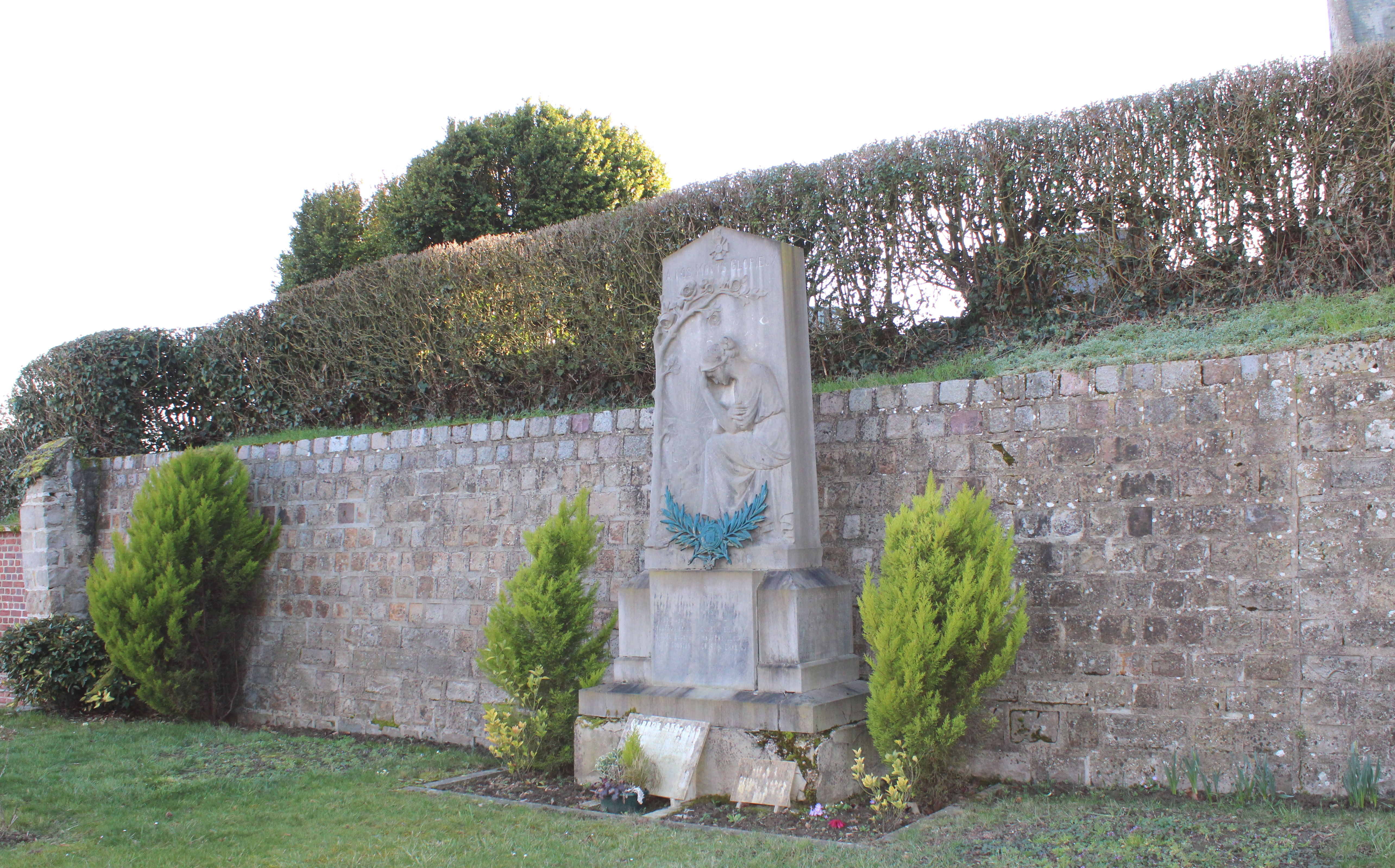
Le monument aux morts.
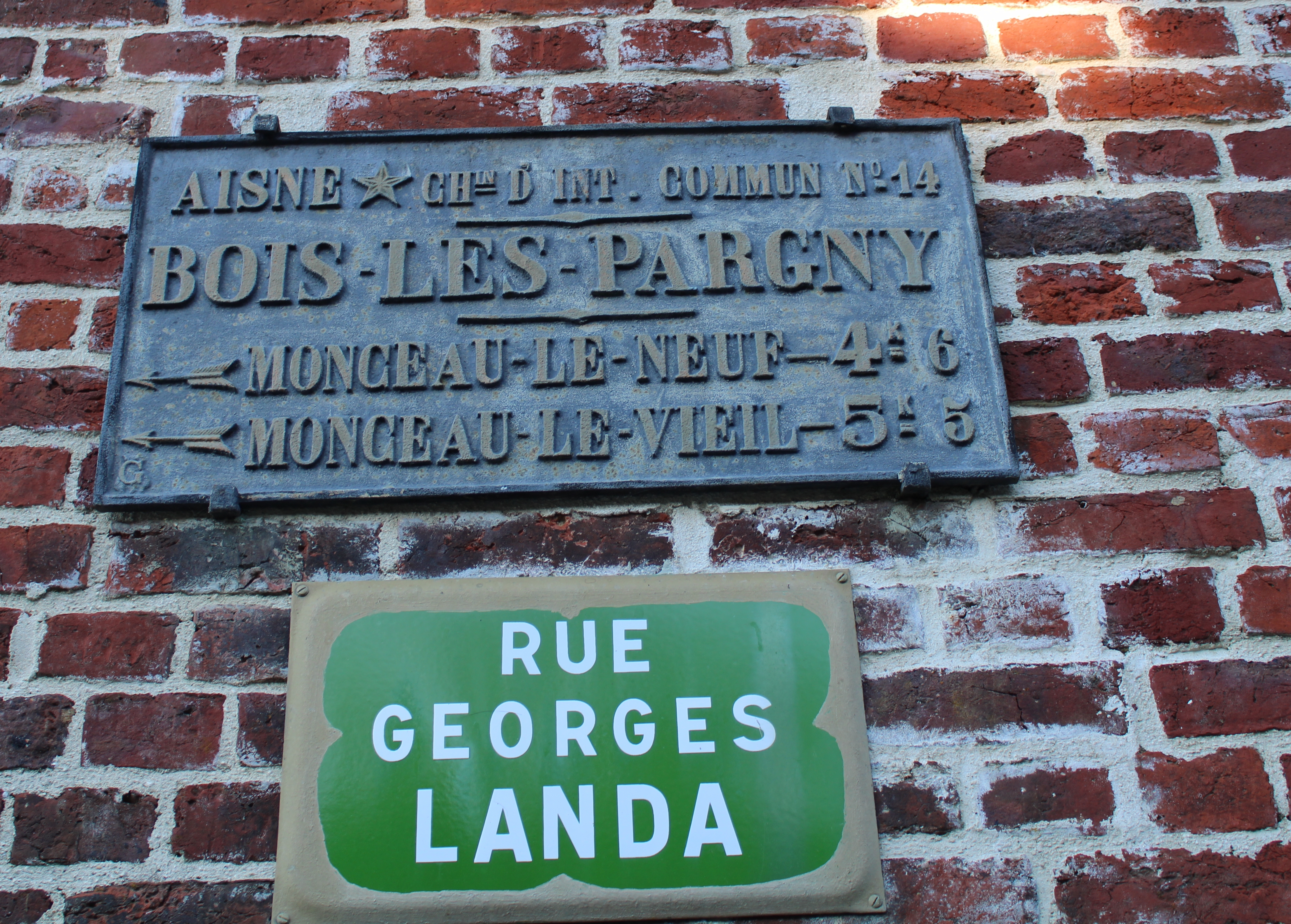
Plaque de rue en fonte de la fin du XIXe siècle indiquant les directions de Monceau-le-Neuf et Monceau-le-Vieil.
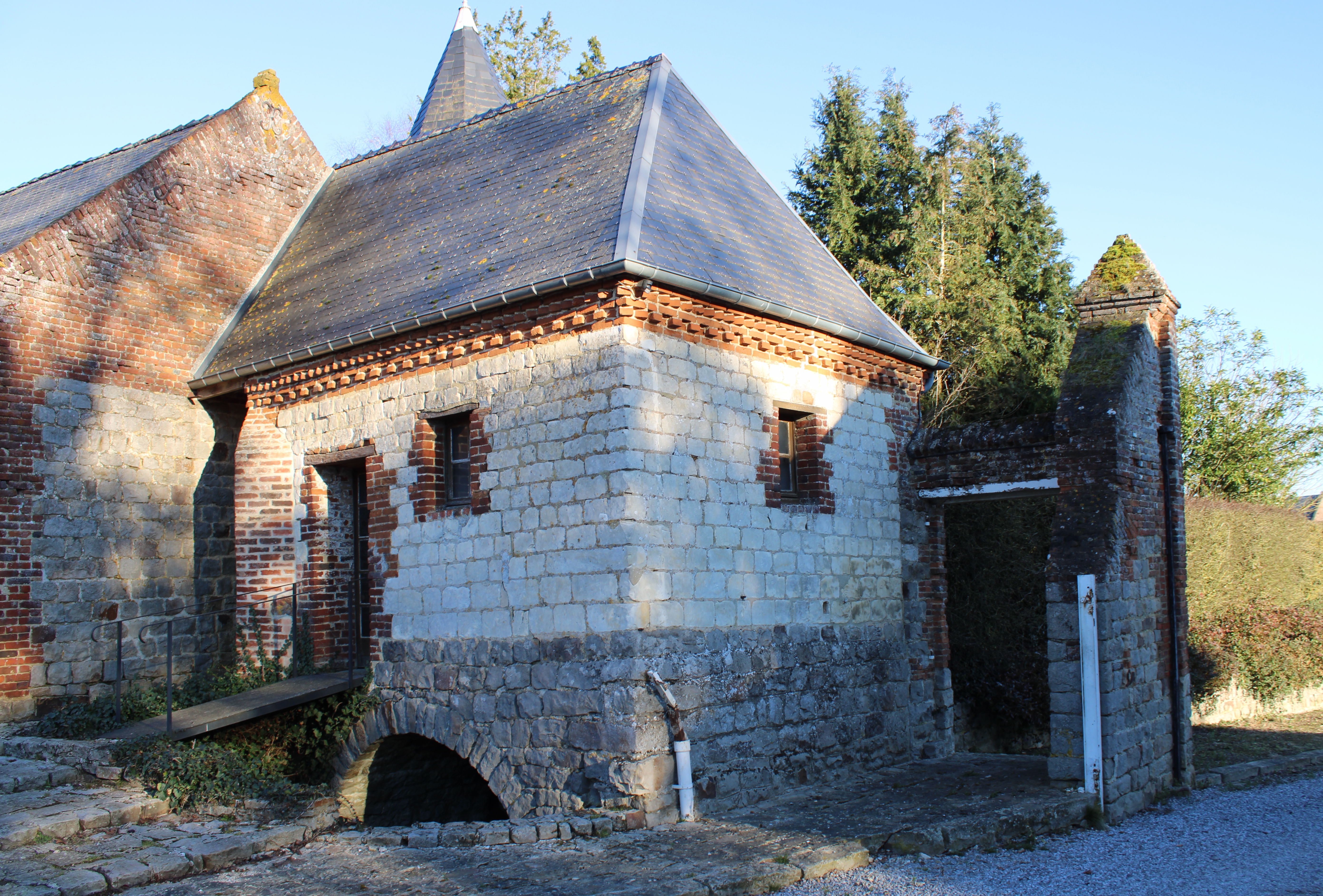
Bâtiment de garde de l'entée du château.

## Pour approfondir